# Christer Elderud
Christer Elderud, född 13 augusti 1945, är en svensk fotograf och författare.
Elderud har varit verksam som fotograf på Östgöta Correspondenten och är framför allt känd som naturfotograf och för sitt engagemang för naturen runt Omberg och Tåkern.
Christer Elderud tilldelades 2009 Rolf Wirténs kulturpris.